# Hồ Quang Nham

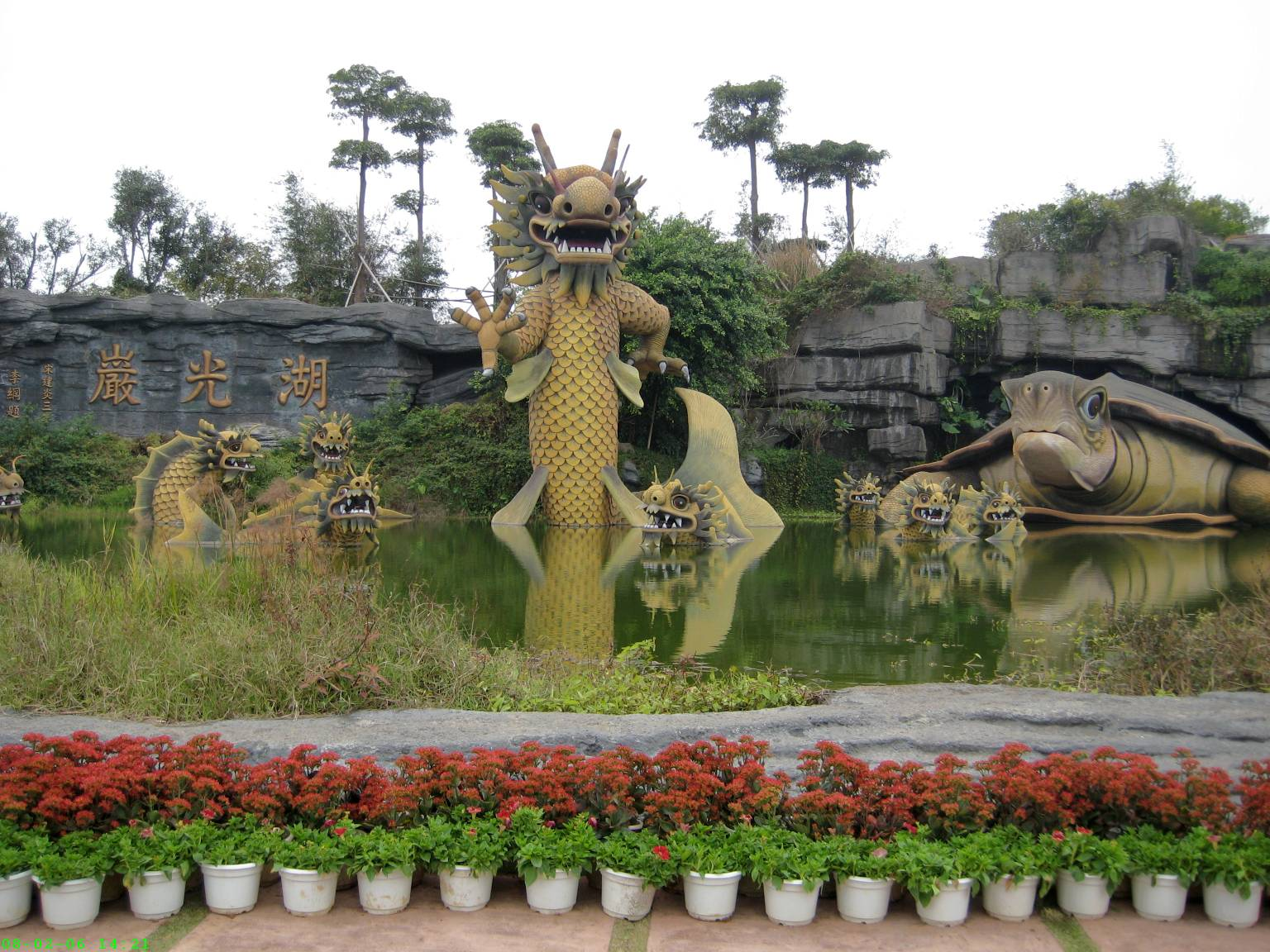
Hồ Quang Nham.

Hồ Quang Nham là một hồ nằm cách trung tâm thành phố Trạm Giang khoảng 18 km, thuộc tỉnh Quảng Đông, Trung Quốc. Nó là một hồ miệng núi lửa có diện tích 4,7 km vuông và sâu khoảng 20 mét. Vụ phun trào gần đây nhất cách đây 150.000 năm trước và miệng núi lửa dần trở thành một hồ nước, trầm tích vẫn còn nguyên vẹn ở xung quanh.
Hiện tại, đây là một danh thắng cấp quốc gia hạng 4A, một công viên địa chất quốc gia và cũng là Thành viên của mạng lưới Công viên địa chất toàn cầu được UNESCO công nhận.

## Mô tả
Hồ nằm trong khu vực có khí hậu nhiệt đới gió mùa với mùa hè ngắn, mùa đông dài, khí hậu ôn hòa. Nhiệt độ thấp nhất năm là 15,8 °C vào tháng 1 và cao nhất vào tháng 7 khi nhiệt độ là 28,9 °C. LƯợng mưa tại đây dồi dào và không đồng đều giữa các tháng. Những cơn bão, hạn hán, thủy triều là những hiện tượng thời tiết cực đoan dễ bắt gặp tại khu vực.
Địa chất của khu vực hình thành bởi quá trình phong hóa đất đỏ bazan còn xót lại của nền đá núi lửa, đất sét và cát.